# العلاقات الأرجنتينية اليمنية
العلاقات الأرجنتينية اليمنية هي العلاقات الثنائية التي تجمع بين الأرجنتين واليمن.

## مقارنة بين البلدين
هذه مقارنة عامة ومرجعية للدولتين:
| وجه المقارنة                                              | الأرجنتين                                               | اليمن                   |
| --------------------------------------------------------- | ------------------------------------------------------- | ----------------------- |
| المساحة (كم2)                                             | 2.78 مليون                                              | 555.00 ألف              |
| عدد السكان (نسمة)                                         | 44.27 مليون                                             | 28.25 مليون             |
| الكثافة السكانية (ن./كم²)                                 | 15.92                                                   | 50.9                    |
| العاصمة                                                   | بوينس آيرس                                              | صنعاء عدن (عاصمة مؤقتة) |
| اللغة الرسمية                                             | اللغة الإسبانية                                         | اللغة العربية           |
| العملة                                                    | البيزو الأرجنتيني 1983 ‏، بيزو أرجنتيني، أسترال أرجنتيني | ريال يمني               |
| الناتج المحلي الإجمالي (بليون دولار)                      | 637.59 مليار                                            | 18.21 مليار             |
| الناتج المحلي الإجمالي (تعادل القوة الشرائية) بليون دولار | 883.02 مليار                                            | 75.69 مليار             |
| الناتج المحلي الإجمالي الاسمي للفرد دولار أمريكي          | 13.43 ألف                                               | 1.41 ألف                |
| الناتج المحلي الإجمالي للفرد دولار أمريكي                 |                                                         |                         |
| مؤشر التنمية البشرية                                      | 0.827                                                   | 0.498                   |
| رمز المكالمات الدولي                                      | +54                                                     | +967                    |
| رمز الإنترنت                                              | .ar                                                     | .ye                     |
| المنطقة الزمنية                                           | 00                                                      | ت ع م+03:00             |

## منظمات دولية مشتركة
يشترك البلدان في عضوية مجموعة من المنظمات الدولية، منها:
| علم المنظمة | اسم المنظمة                               | تاريخ انضمام الأرجنتين | تاريخ انضمام اليمن |
| ----------- | ----------------------------------------- | ---------------------- | ------------------ |
|             | مؤسسة التنمية الدولية                     | 3 أغسطس 1962           | 22 مايو 1970       |
|             | مؤسسة التمويل الدولية                     | 13 أكتوبر 1959         | 22 مايو 1970       |
|             | منظمة حظر الأسلحة الكيميائية              | ?                      | ?                  |
|             | الأمم المتحدة                             | 24 أكتوبر 1945         | 30 سبتمبر 1947     |
|             | الاتحاد الدولي للاتصالات                  | 1889                   | 1931               |
|             | منظمة الشرطة الجنائية الدولية             | ?                      | ?                  |
|             | البنك الدولي للإنشاء والتعمير             | 20 سبتمبر 1956         | 3 أكتوبر 1969      |
|             | الاتحاد البريدي العالمي                   | ?                      | ?                  |
|             | المركز الدولي لتسوية المنازعات الاستشارية | 18 نوفمبر 1994         | 20 نوفمبر 2004     |
|             | وكالة ضمان الاستثمار متعدد الأطراف        | 11 فبراير 1992         | 12 مارس 1996       |
|             | يونسكو                                    | 15 سبتمبر 1948         | 2 أبريل 1962       |

## وصلات خارجية
- موقع وزارة الخارجية الأرجنتينية